# New jack swing

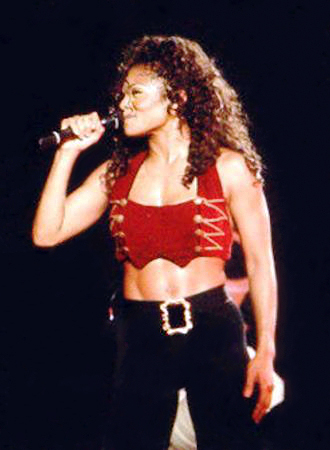
Janet Tour

New jack swing hay swingbeat là một thể loại hợp nhất được hướng dẫn bởi Teddy Riley và Bernard Belle đã trở nên phổ biến từ cuối những năm 1980 vào đầu những năm 1990. Ảnh hưởng của nó, cùng với hip-hop, thấm vào nền văn hoá nhạc pop và là âm thanh chính của câu lạc bộ màu đen của câu lạc bộ sáng tạo tại New York. Nó kết hợp nhịp điệu, mẫu, và kỹ thuật sản xuất hip-hop và dance-pop với âm thanh R & B hiện đại đô thị. Kiểu jack swing mới đã phát triển theo nhiều phong cách âm nhạc trước, bằng cách kết hợp các yếu tố của phong cách cũ với độ nhạy cảm mới hơn. Nó sử dụng giọng hát theo phong cách R & B được hát trên nhạc hip-hop và dance-pop có ảnh hưởng đến nhạc cụ. Âm thanh của jack swing mới xuất phát từ những nhịp điệu "swing" của hip hop được tạo ra bởi máy trống, và các mẫu lấy mẫu phần cứng, được phổ biến trong thời kỳ vàng son của Hip Hop, với ca hát R & B đương đại.
Từ điển trực tuyến của Merriam-Webster định nghĩa "jack swing" mới là "nhạc pop thường được biểu diễn bởi các nhạc sĩ da đen kết hợp các yếu tố của jazz, electronica, nhạc jazz, funk, rap, nhịp điệu và nhạc blues". Encyclopædia Britannica gọi nó là "nhạc nhịp điệu và nhạc blues theo định hướng pop nhất từ năm 1960", bởi vì "những nghệ sĩ biểu diễn là những nghệ sỹ không hề bận rộn, không có vướng mắc về nghệ thuật, các nhà soạn nhạc và nhà sản xuất của họ là những chuyên gia thương mại". Đòn bẩy mới đã không lấy xu hướng sử dụng các nhịp đập lấy mẫu, và thay vào đó tạo ra nhịp đập bằng cách sử dụng bộ lấy mẫu tự SP-1200 mới và máy trống Roland TR-808 để tạo ra một "nhịp điệu khăng khăng theo các giai điệu nhịp nhẹ và giọng nói rõ ràng. "Roland TR-808 đã được sử dụng để tạo ra những điệu nhịp đặc biệt, đồng bộ, nhịp nhàng, trong khi những tiếng sáo của nó cũng nổi bật. Các nhà sản xuất chính là Babyface & L.A Reid, Bernard Belle, Jimmy Jam và Terry Lewis, và Teddy Riley.